# Castelo de Paiva
Castelo de Paiva is een plaats en gemeente in het Portugese district Aveiro.
De gemeente heeft een totale oppervlakte van 115 km² en telde 17.338 inwoners in 2001.

## Geboren
- Rui Pedro (20 maart 1998), voetballer

## Plaatsen in de gemeente
- Bairros
- Fornos
- Paraíso
- Pedorido
- Raiva
- Real
- Santa Maria de Sardoura
- São Martinho de Sardoura
- Sobrado (Castelo de Paiva)